# Córrego do Material Bélico
O Córrego do Material Bélico é um rio que banha o bairro do Bacacheri, no município brasileiro de Curitiba, capital do Paraná.